# 関孝弘
関孝弘（せき たかひろ）は、日本のピアニストである。

## 経歴
東京に生まれる。5歳よりピアノを始め第20回全日本学生音楽コンクール中学校の部第2位。東京芸術大学付属音楽高校より、同大学に進み、在学中に第45回日本音楽コンクール第2位、安宅賞受賞。イタリアのブレーシャ国立音楽院に留学し、フィナーレ・リーグレ国際音楽コンクール第2位、ザンボーニ国際コンクール第1位、ベッリーニ国際コンクール第3位、ラフマニノフ国際コンクール第3位、エンナ国際コンクール第3位等、多数の国際コンクールに上位入賞。
ヨーロッパ全土で演奏旅行を開始。東京交響楽団、東京都交響楽団を始め、旧レニングラード・フィル、モスクワ国立交響楽団、ワルシャワ・フィル、ベニス室内合奏団など世界の著名なオーケストラと共演。1988年から2005年まで東京芸術大学講師を務める。2006年「これで納得! よくわかる音楽用語のはなし」を全楽譜出版社より出版。異例のベストセラーを続け重版を重ね中国語にも翻訳出版される。この好評により2010年には「一目で納得! 音楽用語事典」が出版される。2011年イタリア文化を広めた多大な功績により、イタリア政府より文化功労勲章コメンダトーレ章を受章。2014年イタリアのフィナーレ・リーグレ市より名誉市民の称号が授与。2015年３月「ブリッランテな日々」（晶文社）を出版。
CDは徳間ジャパンより6タイトル、コロムビアミュージックエンタテインメントより3タイトル、ブリッランテより1５タイトル発売されている。また全音楽譜出版社より多数の楽譜が出版されている。イタリアのピアノ作品の紹介を意欲的にしており、日本初演も多数。東京文化会館大ホールでの演奏会はシリーズ化され2005年より毎年繰り返されている。日伊音楽協会理事、スマイルオブキッズ理事、パルマ・ドーロ国際ピアノコンクール・アロイーズ・ヴェッキアート賞審査委員長。
なお、関は幕末の探検家である松浦武四郎の玄孫にあたり、2022年の松浦武四郎記念館のリニューアルオープンでピアノリサイタルが開催されることになった。

## ディスコグラフィ
1. チマローザ　ピアノ・ソナタ全曲、徳間ジャパン、1996年6月[7]
2. ガルッピ　ピアノ・ソナタ集、徳間ジャパン、1997年9月
3. 知られざるショパン遺作集、徳間ジャパン、1998年6月
4. レスピーギ　ピアノ曲集、徳間ジャパン、2000年9月
5. イタリアの小さな物語、徳間ジャパン、2002年9月
6. ゴッドファーザーの世界　ニノ・ロータピアノ作品集、徳間ジャパン、2002年10月
7. 全音ピアノピースによる　ピアノ名曲集９「ラ・カンパネッラ」、コロムビアミュージックエンタテインメント、2003年9月
8. 全音ピアノピースによる　ピアノ名曲集10「愛の挨拶」、コロムビアミュージックエンタテインメント、2003年9月
9. 愛する子ども達のために、Brillante 2005年
10. 愛する子ども達のために２、Brillante 2006年
11. 愛する子ども達のために2007、Brillante 2007年
12. 白い天使　SPERANZA、Brillante 2008年
13. ソーニョ・夢　Brillante 2009年
14. ミケーレ　Brillante 2010年
15. ニューイヤーコンサート Brillante 2010年
16. セレニタ　Brillante 2010年
17. ヴェッキアート抒情小曲集　Brillante 2010年
18. カゼッラ　ピアノ作品集　Brillante 2011年
19. イタリアピアノ名曲選集　Brillante 2012年
20. 天使の詩　Brillante  2012年
21. ロマンス　Brillante  2013年
22. ファンタジア　Brillante 2014年
23. ショパン　珠玉の名曲集　Brillante 2015年